# 長野県道213号栗林宮田停車場線
長野県道213号栗林宮田停車場線（ながのけんどう213ごう くりばやしみやだていしゃじょうせん）は、長野県駒ヶ根市から同県上伊那郡宮田村の宮田停車場に至る一般県道である。

## 概要

### 路線データ
- 起点 : 長野県駒ヶ根市大字東伊那字栗林（長野県道18号伊那生田飯田線交点）
- 終点 : 宮田停車場（長野県上伊那郡宮田村）

## 路線状況
2022年（令和4年）3月12日、大久保橋の新橋が開通。

### 重複区間
- 長野県道221号宮田沢渡線（宮田村・河原町西交差点 - 仲町交差点）

## 地理

### 通過する自治体
- 長野県
  - 駒ヶ根市 - 上伊那郡宮田村

### 交差する道路
- 長野県道18号伊那生田飯田線（起点）
- 国道153号（宮田村・河原町交差点）
- 長野県道221号宮田沢渡線（宮田村・河原町西交差点）